# アードパトリック
アードパトリック（Ard Patrick, 1899年 - 1923年）とは、20世紀初頭に活躍したイギリスの競走馬である。のちドイツで種牡馬として成功した。半兄にイギリスクラシック三冠馬ガルティーモアがおり、馬名も兄と同じく山の名に因んでいる。
主な勝ち鞍は1902年のエプソムダービーとプリンスオブウェールズステークス、1903年エクリプスステークス等。2000ギニーはセプターの3着に敗れたが、エプソムダービーではそのセプターを4着に沈め同馬のクラシック五冠を阻止した。

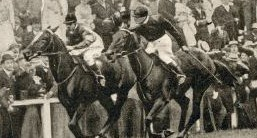
最左がアードパトリック、真ん中がセプター

その後故障で調子を崩すも、翌年のプリンセスオブウェールズステークスを快勝。続くエクリプスステークスでは四冠馬セプター、同年の二冠馬ロックサンド（後の三冠馬）との対決となり、ロックサンドとアードパトリックを振り切ったセプターが一瞬勝ったかに思われたが、アードパトリックが再び差し返し首差勝利を収めた。この激闘の後、脚部に不安を発症し引退、兄と同じくドイツで種牡馬入りした。ドイツではセントサイモン系種牡馬の先駆けとなり、1911,13,14年の3度種牡馬リーディングトップに立った。主な産駒にドイチェスダービー優勝馬アリエル、ニュージーランドリーディングサイアーのリュキュリュス等。

## 主な産駒
- アリエル（ドイチェスダービー）
- Letizia（ディアナ賞（ドイツオークス））
- Marabour（ハンガリーセントレジャー）
- Dolomit（ドイツ賞）
- Lucullus（ニュージーランドリーディングサイアー）
- Antwort（モーリスラクロアトロフィー、繁殖牝馬としても成功）

## 血統表
| アードパトリックの血統（セントサイモン系／Cowl5×4=9.38%、Pocahontas5×5=6.25%） | アードパトリックの血統（セントサイモン系／Cowl5×4=9.38%、Pocahontas5×5=6.25%） | アードパトリックの血統（セントサイモン系／Cowl5×4=9.38%、Pocahontas5×5=6.25%） | （血統表の出典） | （血統表の出典） |
| 父 St. Florian 1891                                                            | 父の父St. Simon 1881 鹿                                                        | Galopin                                                                        | Vedette          | Vedette          |
| 父 St. Florian 1891                                                            | 父の父St. Simon 1881 鹿                                                        | Galopin                                                                        | Flying Duchess   |                  |
| 父 St. Florian 1891                                                            | 父の父St. Simon 1881 鹿                                                        | St. Angela                                                                     | King Tom         | King Tom         |
| 父 St. Florian 1891                                                            | 父の父St. Simon 1881 鹿                                                        | St. Angela                                                                     | Adeline          |                  |
| 父 St. Florian 1891                                                            | 父の母Palmflower 1874 鹿                                                       | The Palmer                                                                     | Beadsman         | Beadsman         |
| 父 St. Florian 1891                                                            | 父の母Palmflower 1874 鹿                                                       | The Palmer                                                                     | Madame Eglentine |                  |
| 父 St. Florian 1891                                                            | 父の母Palmflower 1874 鹿                                                       | Jenny Diver                                                                    | Buccaneer        | Buccaneer        |
| 父 St. Florian 1891                                                            | 父の母Palmflower 1874 鹿                                                       | Jenny Diver                                                                    | Fairy            |                  |
| 母 Morganette 1884                                                             | 母の父Springfield 1873 鹿                                                      | St. Albans                                                                     | Stockwell        | Stockwell        |
| 母 Morganette 1884                                                             | 母の父Springfield 1873 鹿                                                      | St. Albans                                                                     | Bribery          |                  |
| 母 Morganette 1884                                                             | 母の父Springfield 1873 鹿                                                      | Viridis                                                                        | Marsyas          | Marsyas          |
| 母 Morganette 1884                                                             | 母の父Springfield 1873 鹿                                                      | Viridis                                                                        | Maid of Palmyra  |                  |
| 母 Morganette 1884                                                             | 母の母Lady Morgan 1868                                                         | Thormanby                                                                      | Windhound        | Windhound        |
| 母 Morganette 1884                                                             | 母の母Lady Morgan 1868                                                         | Thormanby                                                                      | Alice Hawthorn   |                  |
| 母 Morganette 1884                                                             | 母の母Lady Morgan 1868                                                         | Morgan La Faye                                                                 | Cowl             | Cowl             |
| 母 Morganette 1884                                                             | 母の母Lady Morgan 1868                                                         | Morgan La Faye                                                                 | Miami F-No.5-j   |                  |